# Lluís Maria Mesa i Reig
Lluís Maria Mesa i Reig (15 d'octubre de 1968) és llicenciat en Història per la Universitat de València, tècnic lingüístic, gestor cultural, i des del 28 de gener de 2011 cronista oficial d'Estivella, població a la que el seu treball investigador l'ha vinculat, a l'àmbit cultural i al de l'associacionisme.

## Biografia
Va començar les tasques investigadores el 1989, i edità quatre anys més tard les 
«Ordenances municipals d'Estivella (1871 i 1881)», treball que inclou reproduccions facsímils de l'«Ordenança municipal sobre seguretat dels fruits del camp (1873)» i de l'«Ordenança municipal de la policia urbana i rural d'Estivella (1881)».

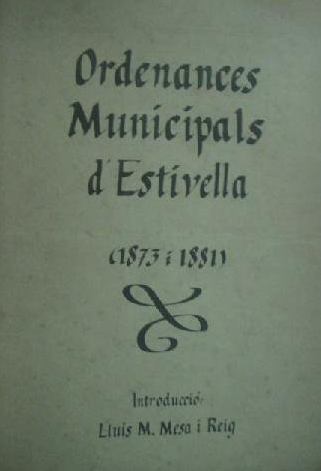
Ordenances municipals d'Estivella (1873-1881)

La recerca històrica de Mesa i Reig, tracta fonamentalment de la història d'Estivella, i inclou personatges destacats de la població, com ara el músic Daniel Arnau i Tortonda o els mestres Fernando Santa Lucía Doñate o Ramón Sánchez Sacanelles. També s'ha interessat en temes específics, com el fenomen musical o l'ensenyament, així com en assumptes relacionats amb el patrimoni de la població, tals com son l'església dels Sants Joans, el castell de Beselga o el pont d'Estivella del segle XVII, entre d'altres. L'any 1998 va trobar la carta de poblament més antiga d'Estivella, de l'any 1382.
El seu treball d'investigació sobre «Les onze d'Estivella» ha estat publicat per l'Ajuntament, amb el nom 
«Expedient relatiu a la manifestació de dones del 3 de maig de 1911 contra l'alcalde (1911-1912)», del que se'n han fet diverses edicions. Aquesta revolta contra l'impost de consum, ocorreguda el 1911, també ha estat teatralitzada per Mesa i Reig, a l'obra «Les 11 de maig».
Al 2000, la Institució Alfons el Magnànim va publicar la seua tesi dedicada a la Baronia d’Estivella (segles XV – XIX).
També ha publicat llibres dedicats al coneixement de la llengua valenciana i a la preparació de les proves dels nivells B2, C1 i C2 per a l'editorial Àrbena. Escriu una columna setmanal en la secció Panorama del periòdic Levante - El Mercantil Valenciano. En la secció del Camp de Morvedre del mateix mitjà publica la secció "De cent en cent" on relata l'actualitat comarcal de fa 100 anys. En l'edició del Camp de Morvedre d'El Periódico de Aquí escriu la columna "25 línies i un paper".

## Articles publicats[4]
- Mesa i Reig, Lluís M. «L'acabament de les obres de l'església d'Estivella i el mestre d'obres Josep Alventosa (1675-1741): de la benedicció a l'església nova». Braçal, revista del Centre d'Estudis del Camp de Morvedre, núm. 51-52, 2015, pàg. 91-103. ISSN: 1130-3859.
- Mesa i Reig, Lluís M. «La memòria escolar d'Antonio Michavila de 1912: el naixement del primer centre escolar del Port de Sagunt». Braçal, revista del Centre d'Estudis del Camp de Morvedre, núm. 45-46, 2012, pàg. 251-266. ISSN: 1130-3859.
- Mesa i Reig, Lluís M. «Les campanes d'Estivella al si del Camp de Morvedre: gènesi i evolució». Braçal, revista del Centre d'Estudis del Camp de Morvedre, núm. 43, 2011, pàg. 131-160. ISSN: 1130-3859.
- Corbalán de Celis y Durán, Juan; Mesa i Reig, Lluís M. «Les relacions familiars entre els senyors de Torres Torres i Estivella». Braçal, revista del Centre d'Estudis del Camp de Morvedre, núm. 39-40, 2009, pàg. 33-64. ISSN: 1130-3859.
- Mesa i Reig, Lluís M. «La construcció del pont d'Estivella en el context de la carretera d'Aragó i en la realitat del municipi: 1791-1818 (I)». Braçal, revista del Centre d'Estudis del Camp de Morvedre, núm. 38, 2008, pàg. 141-150. ISSN: 1130-3859.
- Mesa i Reig, Lluís M. «Reflexions al voltant de l'Ordenança Municipal d'Estivella de l'any 1881». Braçal, revista del Centre d'Estudis del Camp de Morvedre, núm. 11-12, 1995, pàg. 141-150. ISSN: 1130-3859.

## Publicacions col·lectives[4]
- Mesa i Reig, Lluís M.; Sevillá Aragonés, José; Arrando Máñez, Sergi; Palomar Abascal, J.M.; Carbonell Rubio, José Ramón; Martínez Martínez, Josep Dionís; coordinador Frechina Andreu, Josep Vicent; Centre d'Estudis del Camp de Morvedre. «Els detinguts en el Dipòsit municipal de Sagunt en 1939». A: Universitat de València - Trobada Universitat de València-Instituts d'Estudis Comarcals; núm. 11-12. La memòria històrica i democràtica: Experiències i propostes en el territori valencià., 26 novembre 2016, p. 65-80. ISBN 978-84-9133-055-4.
- Mesa i Reig, Lluís M.; Renau Ramon, Robert; García López, Laura. «Realitat i futur de les biblioteques i els arxius de les poblacions menudes valencianes: el cas d'Estivella». A: II Jornades sobre Cultura en la Comunitat Valenciana: biblioteques, arxius i centres de documentació. vol. 1, 8-10 de febrer de 1996, p. 143-148. ISBN 84-482-1612-1.

## Publicacions[5]
- Mesa i Reig, Lluís M. Ajuntament d'Estivella. Ordenances municipals d'Estivella (1873 i 1881), 1993, p. 133. Dipòsit legal V 2583-1993.
- Mesa i Reig, Lluís M.. Ajuntament d'Estivella. Aproximació al fenomen musical d'Estivella, 1994, p. 174. Dipòsit legal V 2596-1994.
- Mesa i Reig, Lluís M; Blasco, Arantxa; Mateu, Francesc; Mateu, Santiago; Valero, Víctor. Ajuntament d'Estivella. Al voltant de l'arbre, 1995, p. 167. Dipòsit legal V 3061-1995.
- Mesa i Reig, Lluís M. Ajuntament d'Estivella. El diari de Francesca d'Estivella, 2008, p. 262 (Col·lecció literària L'Albarda; núm. 2). Dipòsit legal V 3250-2008.
- Mesa i Reig, Lluís M. Àrbena. Les 11 de maig. Obra teatral en tres actes, 8 Març 2022, p. 209 (Col·lecció Teatre; núm. 1). Dipòsit legal V 21-2022. ISBN 978-84-124222-2-1.
- Mesa i Reig, Lluís M.. Ajuntament d'Estivella. El pont d'Estivella: història i intervenció, 2010, p. 47 (Estivella, el nostre patrimoni; núm 3). Dipòsit legal V 1567-2010.
- Mesa i Reig, Lluís M. Ajuntament d'Estivella. Dels inicis de l'ensenyament al segle XVIII a les memòries tècniques de 1908 i 1909, 2009, p. 47 (Col·lecció Arxiu Municipal d'Estivella; núm. 8). Dipòsit legal V 4249-2009.
- Mesa i Reig, Lluís M. Institució Alfons el Magnànim - Centre Valencià d'Estudis i d'Investigació. La Baronia d'Estivella (segles XV – XIX), 1 Febrer 2000, p. 329. ISBN 978-84-7822-301-5.
- Mesa i Reig, Lluís M.; García, Manuel;Mateu, Inmaculada; García, Laura. Ajuntament d'Estivella. Joventut d'Estivella 1996, 1997, p. 223 (Col·lecció juvenil picarol; núm. 1). Dipòsit legal V 2951-1997. ISBN 84-922592-8-0.
- Mesa i Reig, Lluís M.. Ajuntament d'Estivella. Memorials al voltant de l'estat de l'ensenyament a Estivella (1828-1832); núm. 6, 1999, p. 36. Dipòsit legal V 5292-1999.
- Mesa i Reig, Lluís M. «Expedient relatiu a la manifestació de dones del 3 de maig de 1911 contra l'alcalde (1911-1912)» (pdf). Col·lecció Arxiu Municipal d'Estivella; núm. 2; 2a ed.; Dipòsit legal V 4272-1991.   Ajuntament d'Estivella. Arxivat de l'original el 2023-12-01. [Consulta: 1r desembre 2023].
- Mesa i Reig, Lluís M. Ajuntament d'Estivella. Expedient relatiu al conflicte de 1860 amb la séquia major de Morvedre pel consum d'aigua, 1998, p. 46. Dipòsit legal 4589-1998. ISBN 84-95017-76-8.
- Mesa i Reig, Lluís M. Ajuntament d'Estivella. Catàleg de l'Arxiu Municipal d'Estivella (segles XVIII-XIX), 1996, p. 404 (Col·lecció Arxiu Municipal d'Estivella; núm. 1). Dipòsit legal V 2954-1996.
- Mesa i Reig, Lluís M. Ajuntament d'Estivella. De la documentació municipal anterior a 1800 al catàleg de 1900 a 1939. Format CD i follet, 2010 (Col·lecció Arxiu Municipal d'Estivella; núm. 9). Dipòsit legal NA 2478-2010.
- Mesa i Reig, Lluís M. Ajuntament d'Estivella. Quinque libri d'Estivella, 1619-1678: índex i comentaris, 2009, p. 91 (Estivella, el nostre patrimoni; núm. 2). Dipòsit legal V 3374-2009.
- Coordinadors: Mesa i Reig, Lluís M; Cervera Arias, Francisco. Ajuntament d'Estivella. La torre i el castell de Beselga: història, arquitectura i procés d'intervenció, 2006, p. 127. Dipòsit legal V 3003-2006.
- Hernández Martí, Gil Manuel; Mesa i Reig, Lluís M.; Maroto i Borrego, Pere. Consell Valencià de Cultura. La festa de les falles, 1er Març 1996, p. 205 (Serie minor). ISBN 84-482-1216-9.
- Mesa i Reig, Lluís M. Ajuntament d'Estivella. Les preses de possessió senyorials de Beselga. Anys 1699 i 1705, 1 Maig 1999, p. 45. ISBN 978-84-95017-77-2.
- Mesa i Reig, Lluís M. Ajuntament d'Estivella. Els nostres carrers, 1 Juny 1999, p. 208. ISBN 978-84-95017-78-9.

## Altres Publicacions[5]
- Pellicer Borràs, Joan Enric; Satorres Calabuig, Vicent; Sellés Soler, Sònia; Mesa i Reig, Lluís M. Àrbena. Apte+ C2, 2017, p. 230 (Aptes; núm. 2). Dipòsit legal V 2269-2017. ISBN 978-84-947016-2-7.
- Izquierdo Garcia, Maria; Satorres Calabuig, Vicent; Mesa i Reig, Lluís M. Àrbena. Apte+ proves B2, 2018, p. 190 (Aptes; núm. 5). Dipòsit legal V 2329-2018. ISBN 978-84-947016-8-9.
- Ferrando Serra, Teresa; Satorres Calabuig, Vicent; Sellés Soler, Sònia; Mesa i Reig, Lluís M. Àrbena. Apte+ proves C1 i solucionari, 2019, p. 304 (Aptes; núm. 6). Dipòsit legal V 982-2019. ISBN 978-84-120193-0-8.